# Тім Колето
Тім Колето (1 червня 1991 , Каліспелл, Монтана ) — фігурист американського походження, що виступає у танцях на льоду, срібний призер Олімпійських ігор.